# オークランド動物園 (ニュージーランド)
オークランド動物園（オークランドどうぶつえん、英語：Auckland Zoo、マオリ語：Rawhi Whakaaturanga o Tāmaki Makaurau）は、ニュージーランドのオークランドにある動物園。
オークランド評議会とオークランド動物協会が支援団体として運営している。

## 歴史
1911年11月、オークランド郊外のオネフンガにあるジョン・ジェームス・ボイドの所有地に私設動物園が開園した。しかし、その後数年間、オネフンガの住民から騒音、臭い、混雑について安全上の懸念や苦情が多数寄せられたことを受け、1922年6月、オークランド市議会は動物を購入し、6か月後の1922年12月、現在のウエスタンスプリングスにオークランド動物園が開園した。
1923年6月7日、コルカタのアリポール動物園から来たゾウのジャムカの展示が開始され、来場客を背中に乗せるサービスが人気となる。
1949年、ニュージーランドの国鳥であるキーウィの展示が正式に許可された。
1989年、オークランドと姉妹都市関係を締結している日本の福岡県福岡市との共同文化プロジェクトとして、園内に日本庭園がオープンした。なお、この庭園は、園内の再整備に伴い2016年に別の場所に移転している。
1999年、当園の動物と飼育員の生活を追うGreenstone TV制作のドキュメンタリー番組『The Zoo』が放送開始。以降シリーズ化される。
2001年、ニュージーランドおよび海外の野生の絶滅危惧動物の保護を支援する目的で、オークランド動物園保護基金が設立された。
2007年、オークランド動物園保存医学センターが開設された。
2011年9月11日、ニュージーランド固有の動物を展示する施設「テ・ワオ・ヌイ」がオープンした。

## ギャラリー

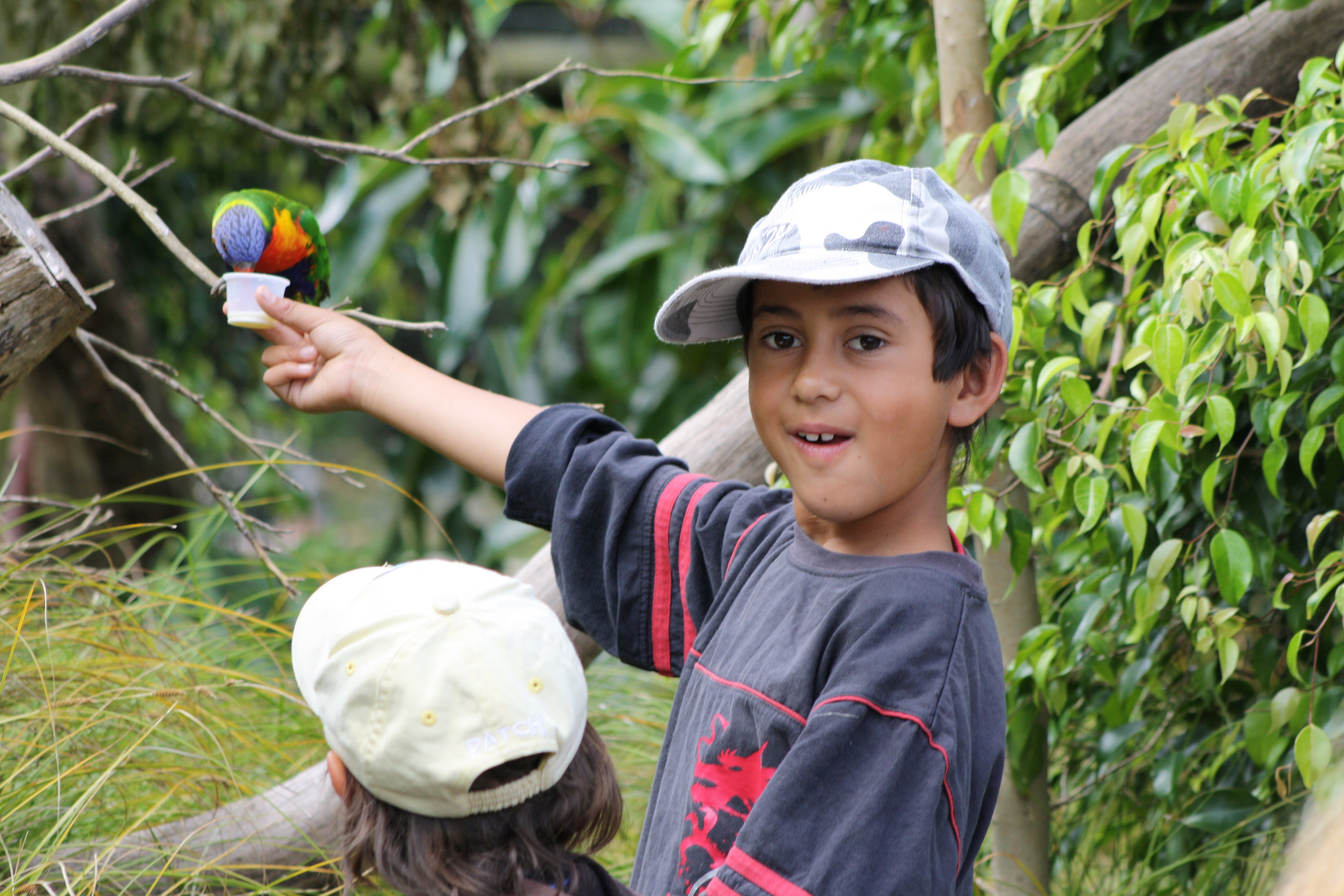
鳥の餌やりの様子
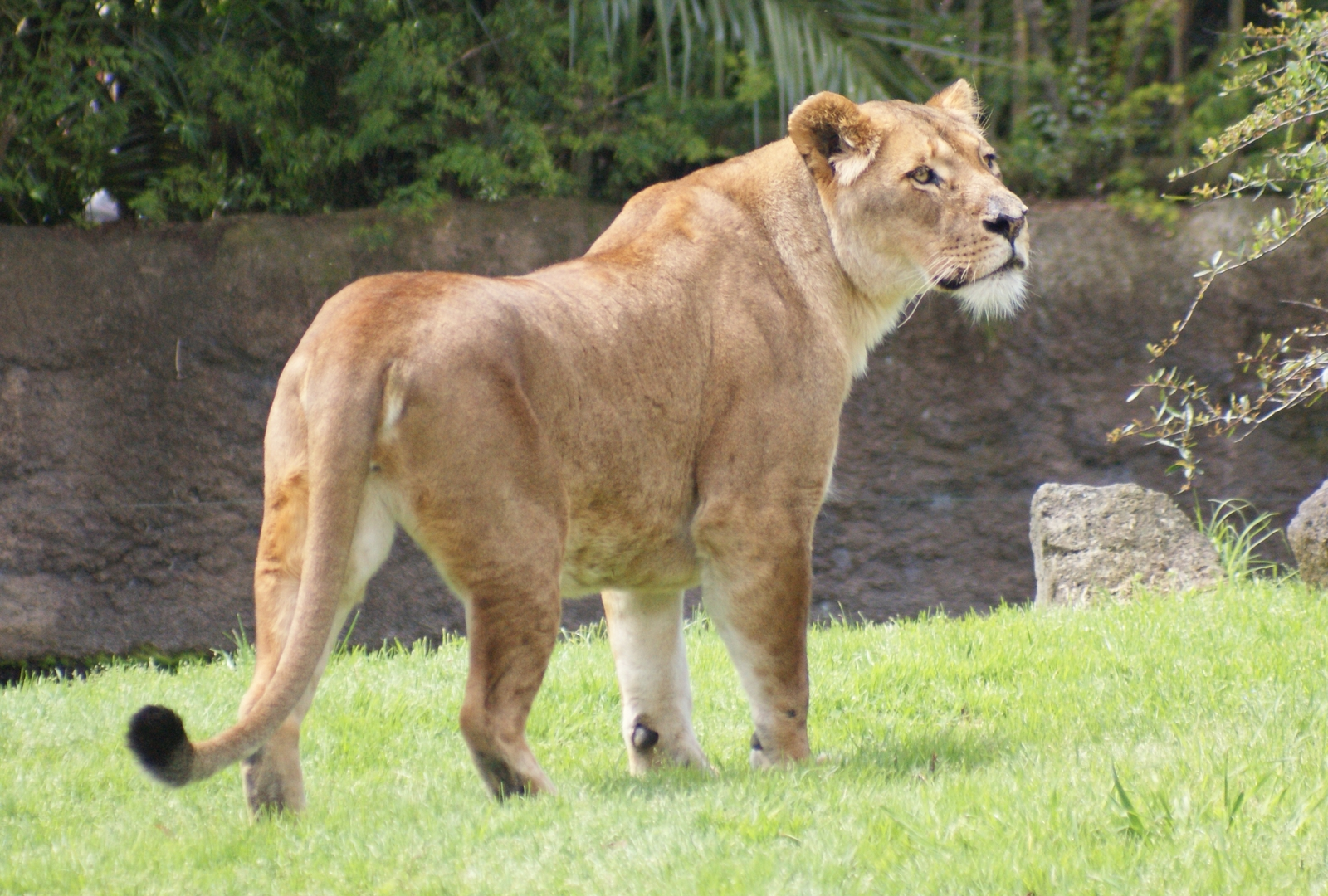
ライオン
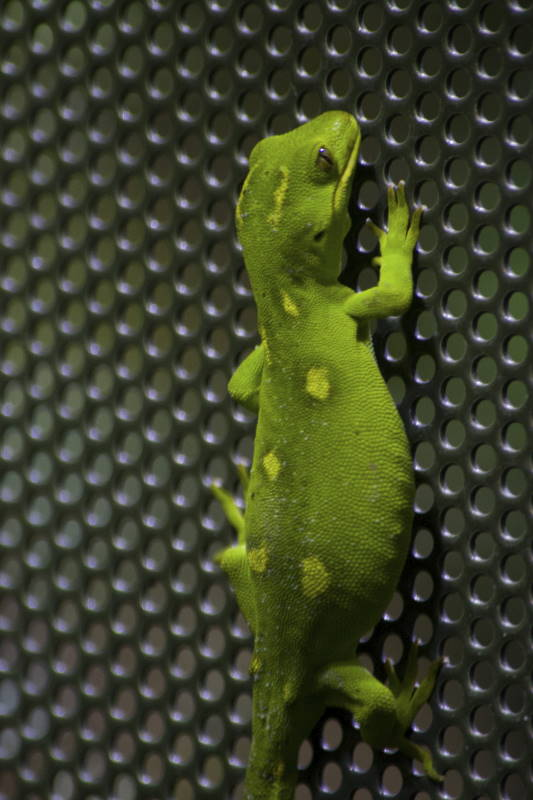
Auckland green gecko
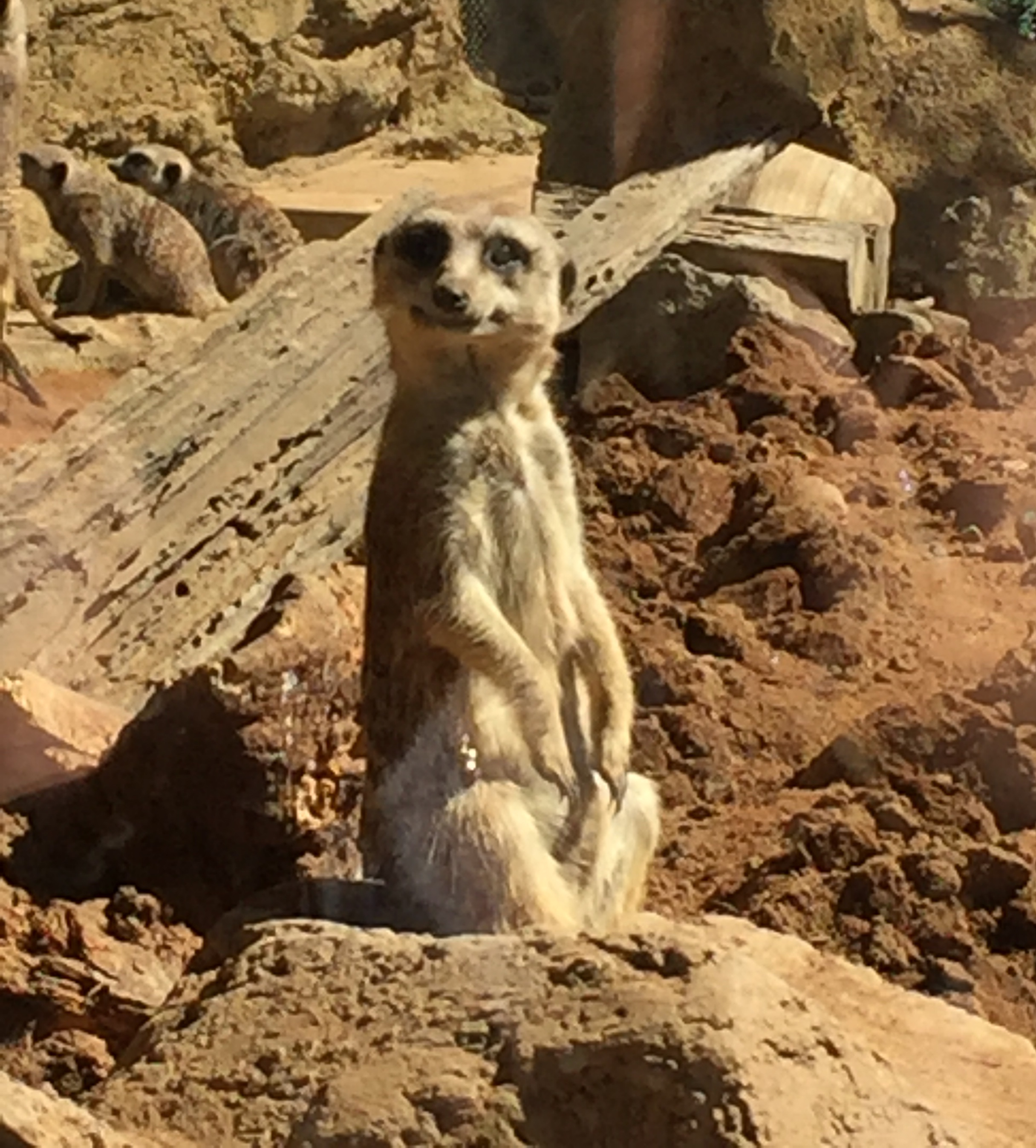
ミーアキャット
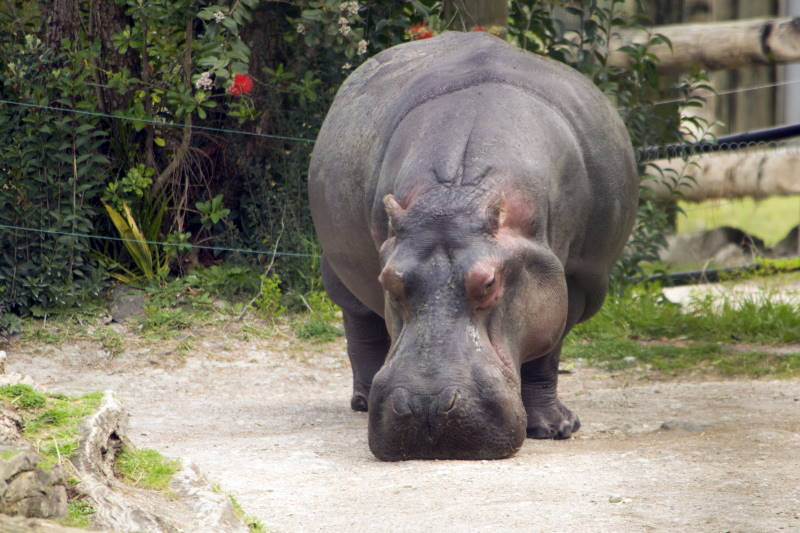
カバ
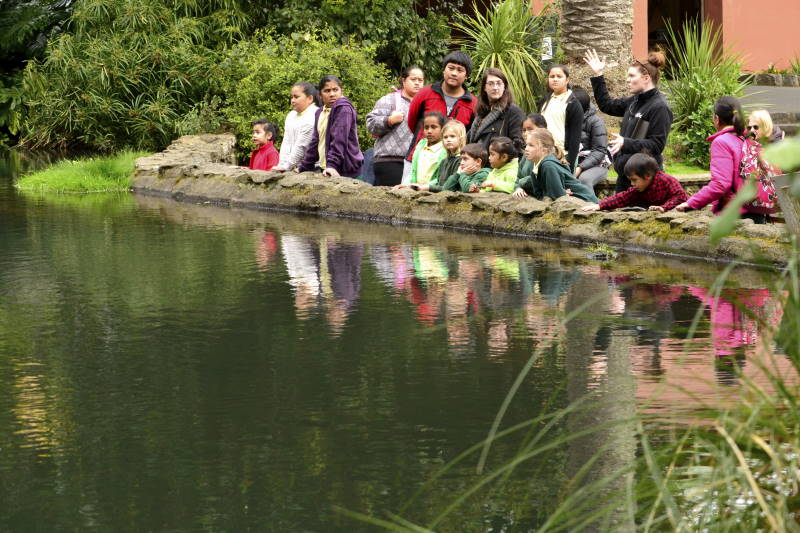
ツアーグループ
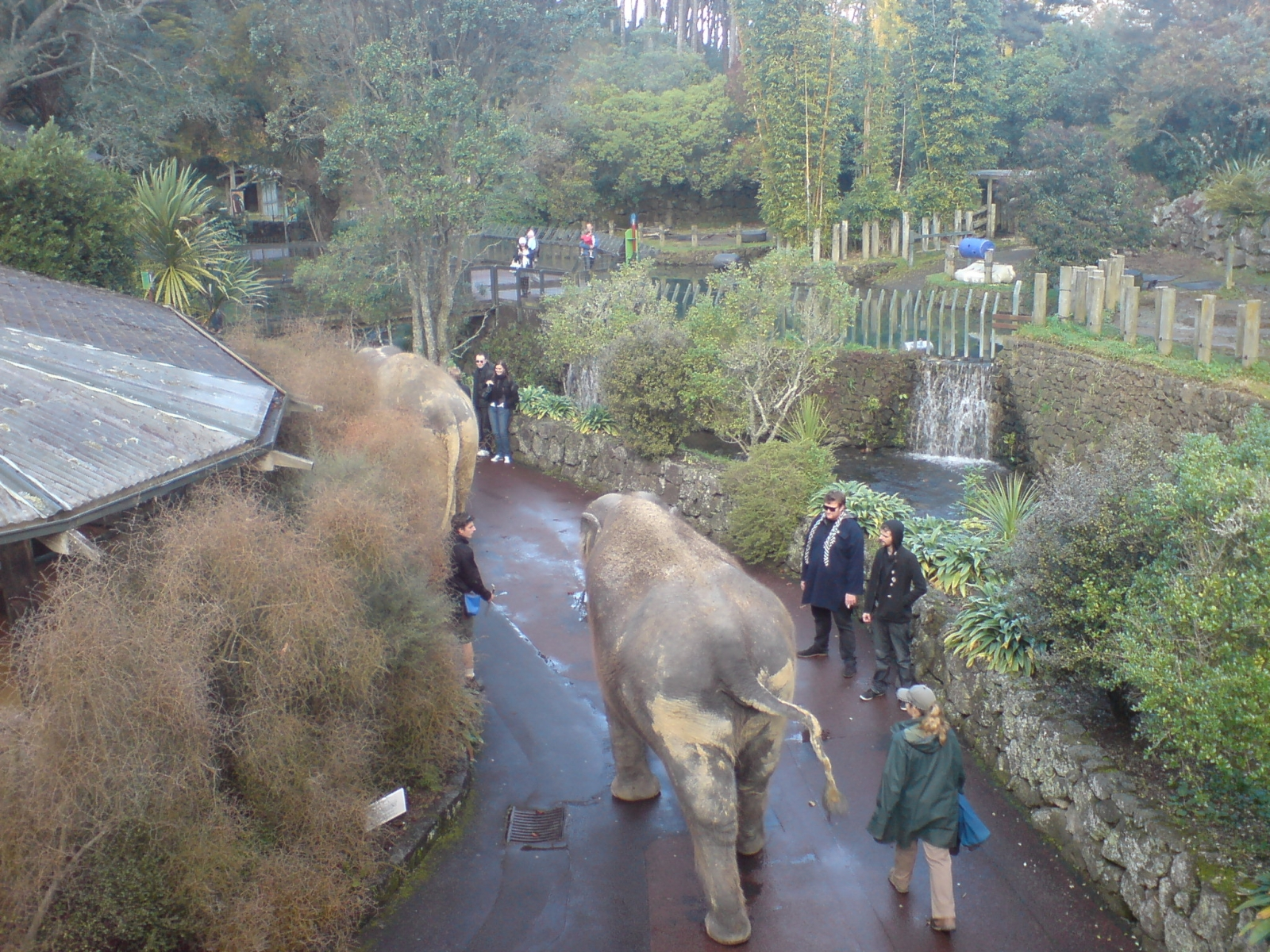
飼育員と一緒に園内を歩くゾウ
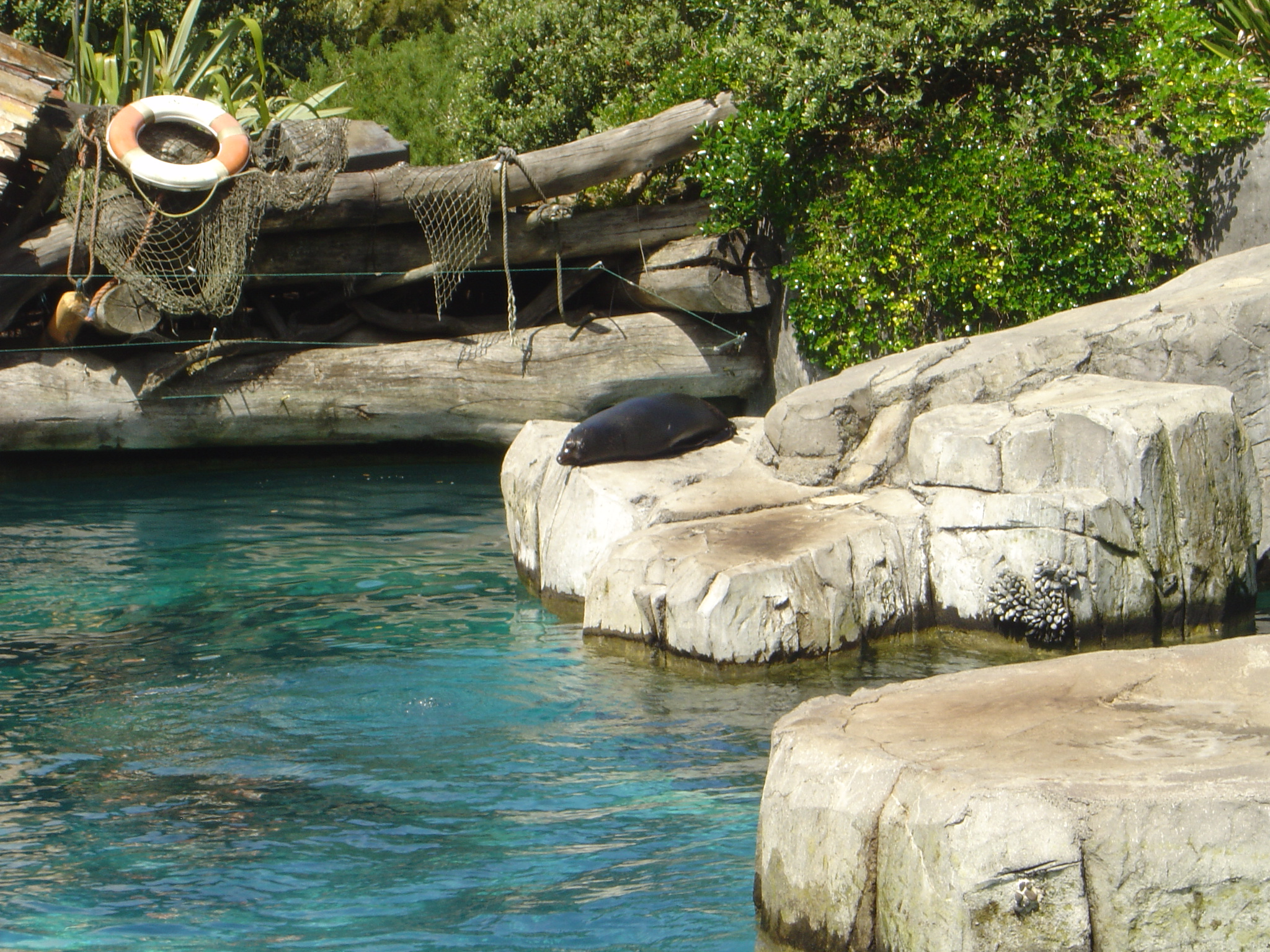
ニュージーランドオットセイ
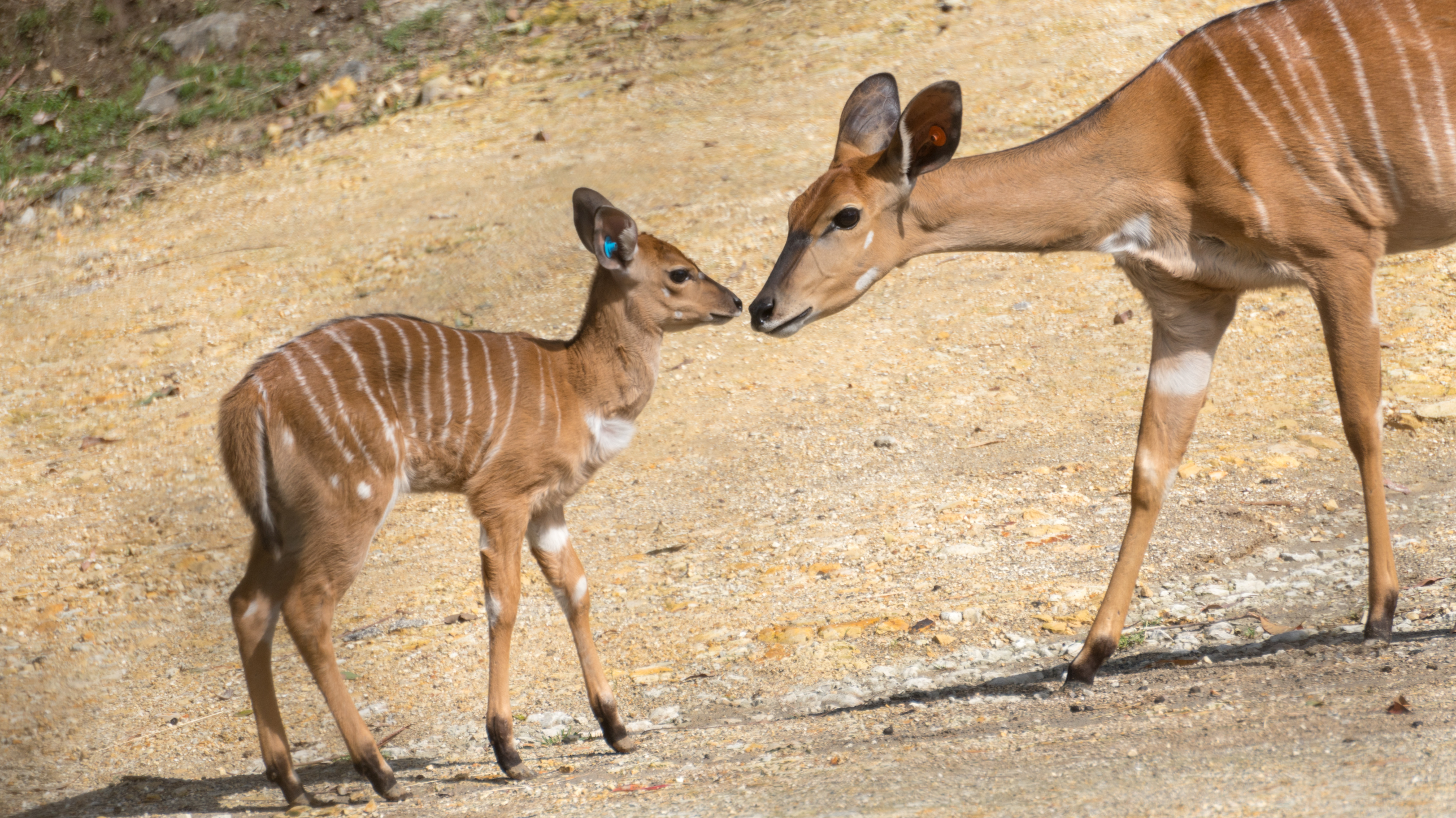
ニアラの雌と子供
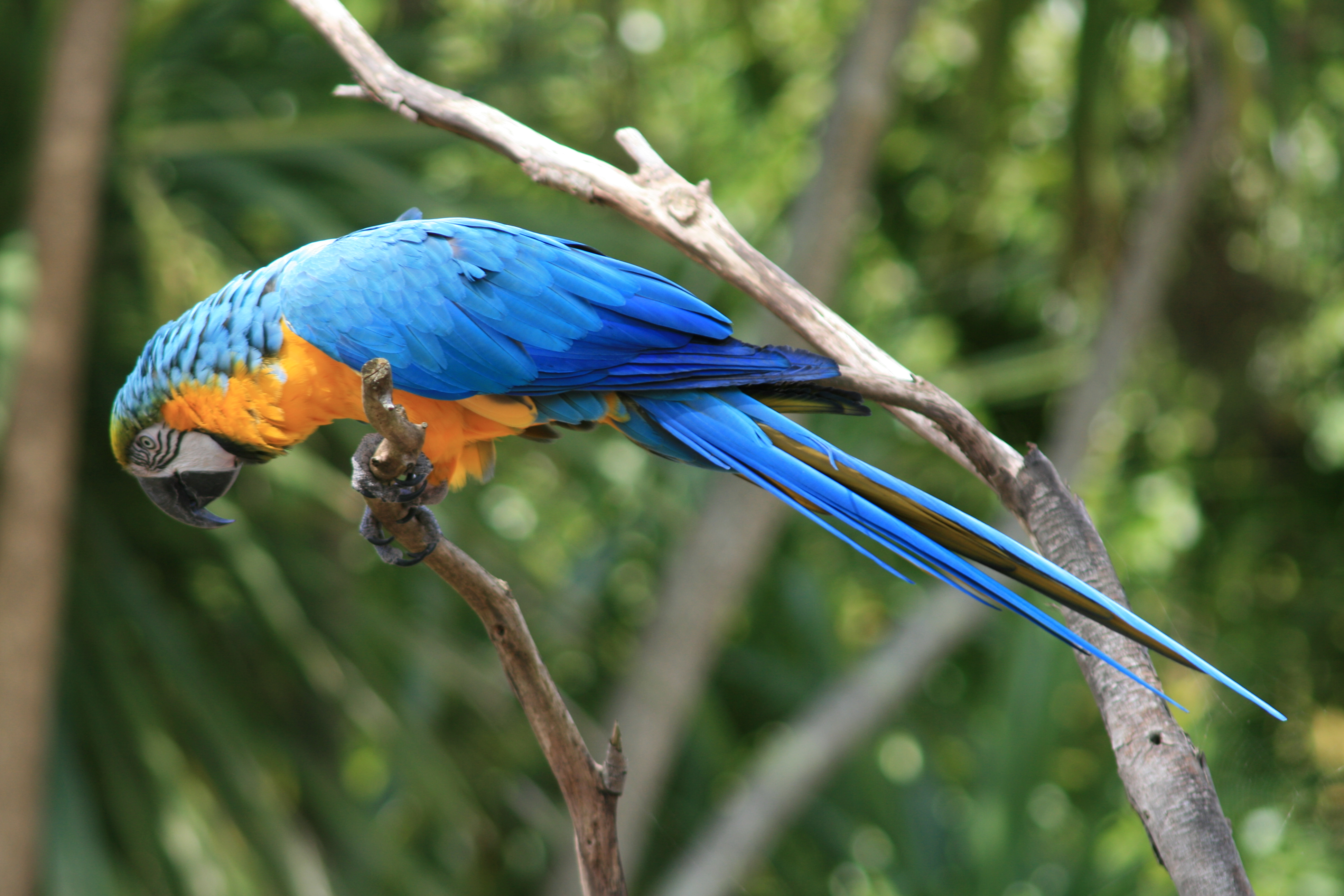
コンゴウインコ
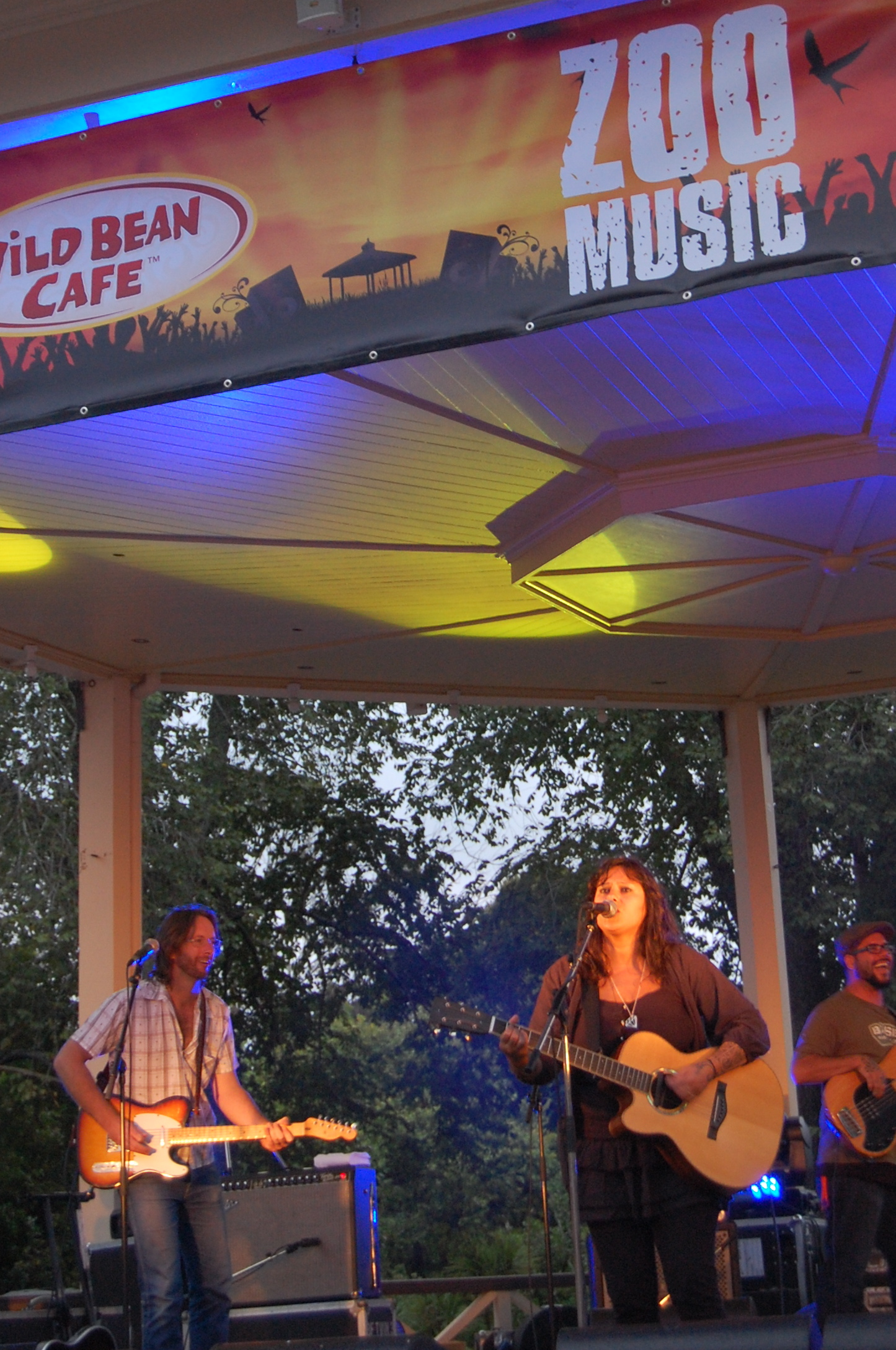
園内でのパフォーマンスの様子